# Sân vận động Avanhard (Pripyat)

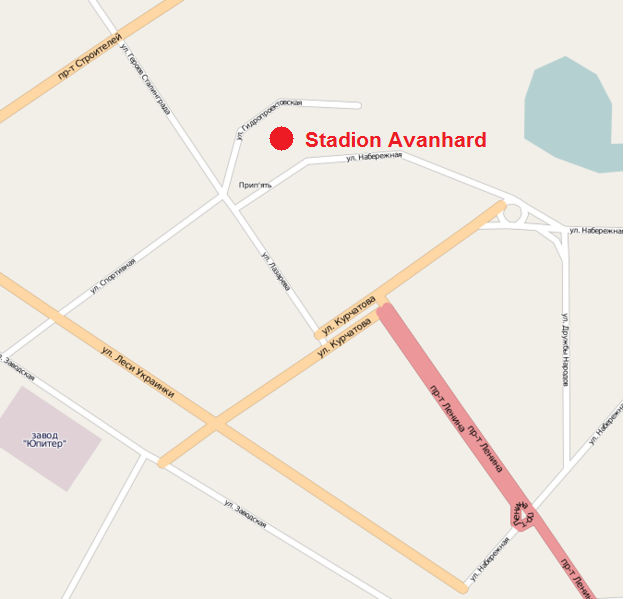
Bản đồ định vị OpenStreetMap của sân vận động trong thành phố Pripyat

Sân vận động Avanhard (Tiếng Ukraina: Стадіон «Авангард») là một sân bóng bỏ hoang tại thị trấn Pripyat, gần Nhà máy điện nguyên tử Chernobyl. Sân vận động được xây và dự định sẽ là sân nhà của đội FC Stroitel Pripyat, nhưng do thảm họa Chernobyl, mong ước đó đã không bao giờ thực hiện được.